# Episodi di SpongeBob (terza stagione)
La terza stagione di SpongeBob è stata trasmessa negli USA dal 5 ottobre 2001 all'11 ottobre 2004  consiste in 20 episodi, a loro volta suddivisi in 2 mini-episodi, della durata di circa 10 minuti. Gli episodi di questa stagione sono stati trasmessi a cadenza irregolare nel corso dei mesi.
In Italia la terza stagione è stata trasmessa in prima visione assoluta su Italia 1.
| nº | nº | Titolo originale                | Titolo italiano                           | Prima TV USA      | Prima TV Italia  |
| -- | -- | ------------------------------- | ----------------------------------------- | ----------------- | ---------------- |
| 41 | 1  | The Algae's Always Greener      | Le alghe del vicino sono sempre più verdi | 22 marzo 2002     | 21 dicembre 2004 |
| 41 | 1  | SpongeGuard on Duty             | Bagnino all'opera                         | 22 marzo 2002     | 22 dicembre 2004 |
| 42 | 2  | Club SpongeBob                  | Il club della conchiglia                  | 12 luglio 2002    | 23 dicembre 2004 |
| 42 | 2  | My Pretty Seahorse              | Il cavalluccio marino                     | 12 luglio 2002    | 27 dicembre 2004 |
| 43 | 3  | Just One Bite                   | In un boccone                             | 5 ottobre 2001    | 28 dicembre 2004 |
| 43 | 3  | The Bully                       | Il bullo                                  | 5 ottobre 2001    | 29 dicembre 2004 |
| 44 | 4  | Nasty Patty                     | L'ufficiale sanitario                     | 1º marzo 2002     | 30 dicembre 2004 |
| 44 | 4  | Idiot Box                       | La scatola dell'immaginazione             | 1º marzo 2002     | 3 gennaio 2005   |
| 45 | 5  | Mermaid Man and Barnacle Boy IV | Le avventure di Waterman & Supervista IV  | 21 gennaio 2002   | 4 gennaio 2005   |
| 45 | 5  | Doing Time                      | La prigione                               | 21 gennaio 2002   | 5 gennaio 2005   |
| 46 | 6  | Snowball Effect                 | Effetto palla di neve                     | 22 febbraio 2002  | 7 gennaio 2005   |
| 46 | 6  | One Krab's Trash                | Il numero uno                             | 22 febbraio 2002  | 10 gennaio 2005  |
| 47 | 7  | As Seen On TV                   | Visto in TV                               | 8 marzo 2002      | 11 gennaio 2005  |
| 47 | 7  | Can You Spare a Dime?           | La moneta della discordia                 | 8 marzo 2002      | 12 gennaio 2005  |
| 48 | 8  | No Weenies Allowed              | Vietato l'ingresso alle lagne             | 15 marzo 2002     | 13 gennaio 2005  |
| 48 | 8  | Squilliam Returns               | Il ritorno di Squilliam                   | 15 marzo 2002     | 14 gennaio 2005  |
| 49 | 9  | Krab Borg                       | Paura dei robot                           | 29 marzo 2002     | 17 gennaio 2005  |
| 49 | 9  | Rock-a-Bye Bivalve              | Genitori per caso                         | 29 marzo 2002     | 18 gennaio 2005  |
| 50 | 10 | Wet Painters                    | La vernice indelebile                     | 10 maggio 2002    | 19 gennaio 2005  |
| 50 | 10 | Krusty Krab Training Video      | Lezioni di cucina                         | 10 maggio 2002    | 20 gennaio 2005  |
| 51 | 11 | Party Pooper Pants              | La festa                                  | 1º giugno 2002    | 21 gennaio 2005  |
| 51 | 11 | Party Pooper Pants              | La festa                                  | 1º giugno 2002    | 24 gennaio 2005  |
| 52 | 12 | Chocolate with Nuts             | I venditori di cioccolato                 | 17 maggio 2002    | 25 gennaio 2005  |
| 52 | 12 | Mermaid Man and Barnacle Boy V  | La spalla                                 | 17 maggio 2002    | 26 gennaio 2005  |
| 53 | 13 | New Student Starfish            | Il nuovo compagno di classe               | 20 settembre 2002 | 27 gennaio 2005  |
| 53 | 13 | Clams                           | Il milionesimo dollaro                    | 20 settembre 2002 | 28 gennaio 2005  |
| 54 | 14 | Ugh                             | SpongeBob preistorico                     | 5 marzo 2004      | 31 gennaio 2005  |
| 54 | 14 | Ugh                             | SpongeBob preistorico                     | 5 marzo 2004      | 1º febbraio 2005 |
| 55 | 15 | The Great Snail Race            | Gara di lumache                           | 24 gennaio 2003   | 2 febbraio 2005  |
| 55 | 15 | Mid-Life Crustacean             | Una serata folle                          | 24 gennaio 2003   | 3 febbraio 2005  |
| 56 | 16 | Born Again Krabs                | La rinascita                              | 4 ottobre 2003    | 4 febbraio 2005  |
| 56 | 16 | I Had an Accident               | L'incidente                               | 4 ottobre 2003    | 7 febbraio 2005  |
| 57 | 17 | Krabby Land                     | È arrivata l'estate                       | 3 aprile 2004     | 8 febbraio 2005  |
| 57 | 17 | The Camping Episode             | Il campeggio                              | 3 aprile 2004     | 9 febbraio 2005  |
| 58 | 18 | Missing Identity                | Identità perduta                          | 19 gennaio 2004   | 10 febbraio 2005 |
| 58 | 18 | Plankton's Army                 | La formula segreta                        | 19 gennaio 2004   | 11 febbraio 2005 |
| 59 | 19 | The Sponge Who Could Fly        | La spugna che sapeva volare               | 21 marzo 2004     | 14 febbraio 2005 |
| 59 | 19 | The Sponge Who Could Fly        | La spugna che sapeva volare               | 21 marzo 2004     | 15 febbraio 2005 |
| 60 | 20 | SpongeBob Meets the Strangler   | La guardia del corpo                      | 11 ottobre 2004   | 16 febbraio 2005 |
| 60 | 20 | Pranks a Lot                    | I due burloni                             | 11 ottobre 2004   | 17 febbraio 2005 |

## Le alghe del vicino sono sempre più verdi
Plankton tenta ancora una volta di rubare la ricetta del Krabby Patty, ma Mr. Krab lo sconfigge nuovamente. Stufo di questa vita, il copepode decide di vivere per un giorno la vita del suo rivale con una sua invenzione. Così Plankton diventa il proprietario del Krusty Krab e di conseguenza Krab diventa colui che ruba la ricetta. Dopo aver sgominato il suo piano, Plankton decide infine di tornare alla vita di prima.

## Bagnino all'opera
SpongeBob e Patrick sono in spiaggia e quest'ultimo sembra disprezzare i bagnini, mentre SpongeBob ne è ammaliato. Quando gli piomba addosso un camion dei gelati, un cono alla vaniglia gli rimane sul naso, facendolo sembrare un bagnino provetto agli occhi di Larry, che decide di cedergli il timone del lido. Tuttavia SpongeBob, non sapendo nuotare, non permette a nessuno di entrare in acqua e, cosa peggiore, non sa come aiutare Patrick, che sta affogando a causa di un crampo. Rischia di annegare anche lui, ma in quel momento interviene Larry, che scopre perciò che SpongeBob non è un bagnino, costringendolo insieme a Patrick a nuotare in una piscina piccola.

## Il club della conchiglia
SpongeBob e Patrick fondano un club segreto su una capanna sospesa su un albero. Squiddi entra, ma taglia la pianta per sbaglio, catapultando i tre in una foresta sperduta. SpongeBob e Patrick prendono consigli dal presidente del "club della conchiglia": una conchiglia giocattolo, che sembra rispondere sempre negativamente a Squiddi. Un esploratore capita lì e incontra il trio. Su consiglio della conchiglia, tutti e quattro decidono di non far nulla.

## Il cavalluccio marino
È primavera a Bikini Bottom, e SpongeBob va in giardino a piantare dei fiori. Ogni qualvolta che si gira, tuttavia, qualcuno continua a mangiarglieli. Si tratta di un cavalluccio marino, a cui la spugna si affeziona immediatamente. L'animale però combina guai al Krusty Krab, costringendo SpongeBob, sebbene a malincuore, a lasciare andare il cavalluccio dopo che Mr. Krab gli racconta una storia sulla sua infanzia riguardo al lasciare andare i suoi amici. Quando Squiddi rivela che ha mangiato i soldi di Mr. Krab, lui e SpongeBob si mettono alla sua ricerca.

## In un boccone
Squiddi non ha mai assaggiato un Krabby Patty sostenendo a priori di detestarli. Dopo varie insistenze, SpongeBob convince Squiddi ad assaggiarne uno, e il polpo se ne innamora al primo boccone. Quella notte si intrufola al Krusty Krab per rubarne un paio, e alla fine ne divora a bizzeffe, esplodendo e venendo portato in ospedale.

## Il bullo
Alla scuola guida arriva Flats, una sogliola che minaccia SpongeBob di prenderlo a pugni. SpongeBob allora si spaventa e si confida prima con Patrick e poi con la signora Puff, ma la sua situazione peggiora. Flats raggiunge SpongeBob a casa sua, e lì SpongeBob scopre che, essendo una spugna, può assorbire i pugni. Flats alla fine è sfinito e crolla. La Puff arriva e, credendo che SpongeBob abbia picchiato Flats, minaccia di prenderlo, inutilmente, a botte.

## L'ufficiale sanitario
Al Krusty Krab arriva un ufficiale sanitario per un controllo. Mr. Krab e SpongeBob sentono al notiziario la notizia di un falso ufficiale sanitario che sfrutta l'ingenuità dei proprietari per cibo gratis e, convinti che l'ufficiale arrivato da loro sia l'impostore, decidono di avvelenarlo con un Krabby Patty disgustoso. Dopo essersi accorti che l'impostore è un altro, cercano di seppellire il cadavere, ma incontrano due poliziotti. Mr. Krab e SpongeBob cercano di mostrarsi disinvolti davanti a loro, soprattutto quando vanno al Krusty Krab. Quando i poliziotti chiedono del ghiaccio nella loro bibita, i due confessano la loro malefatta, ma il corpo non si trova nella cella frigorifera. L'ufficiale si presenta tutto malridotto, e viene scambiato per uno zombie, tuttavia annuncia che il Krusty Krab ha passato il controllo.

## La scatola dell'immaginazione
SpongeBob e Patrick comprano un televisore gigante, ma sono interessati di più a giocare nella scatola. Squiddi allora chiede se può prendere il televisore, ma continua a vedere ovunque la scatola di cartone. Quella notte, all'insaputa di SpongeBob e Patrick, entra nella scatola e immagina di guidare fino alla discarica, cosa che però accade realmente. Il giorno dopo SpongeBob e Patrick decidono di andare a trovare Squiddi, ignari di quanto accaduto.

## Le avventure di Waterman & Supervista IV
Waterman & Supervista vanno al Krusty Krab e fuggono da SpongeBob desideroso di un loro autografo. Waterman lascia incustodita la sua cintura, e SpongeBob decide di indossarla durante il lavoro. Scopre che può rimpicciolire gli oggetti, e presto finisce col rimpicciolire tutti gli abitanti. Come soluzione, SpongeBob rimpicciolisce sé stesso e la città.

## La prigione
Un altro esame di guida fallito di SpongeBob costerà alla povera signora Puff un posto in prigione. SpongeBob, dispiaciuto, si allea con Patrick per far evadere l'insegnante, che però sembra star meglio in carcere che con lui. Ogni volta che la signora Puff vede SpongeBob e Patrick chiama le guardie, ma esse credono che la detenuta abbia le allucinazioni e le cambiano mansione. Alla fine la Puff viene immobilizzata con una camicia di forza e rinchiusa in una cella di isolamento. Dopo un iniziale momento di felicità, la signora Puff inizia ad avere veramente le allucinazioni, con le pareti della cella che si trasformano in SpongeBob. Alla fine si scopre che tutto era un sogno della signora Puff.

## Effetto palla di neve
A Bikini Bottom nevica, e SpongeBob e Patrick giocano pertanto a tirarsi le palle di neve. Squiddi naturalmente è infastidito e, dopo aver sdegnosamente rifiutato il loro invito a unirsi, partecipa contro il duo dopo l'ennesima palla di neve tirata contro il suo fuoco nel caminetto. Alla fine Squiddi ci prende talmente la mano da far stancare pure SpongeBob e Patrick, che ritornano a casa, sentendo la notizia che la neve (e di conseguenza la "trincea" di Squiddi) si scioglierà.

## Il numero uno
Mister Krab allestisce un mercatino di antiquariati, ma quasi nessuno compra gli oggetti in vendita. SpongeBob, passato lì per caso, si aggiudica un cappello da "numero 1" che soffia bolle di sapone: poco dopo un tizio gli offre soldi a palate per il cappello, una rarità in circolazione. Il granchio cerca allora di farsi ridare il copricapo da SpongeBob, ma invano. Pur di averlo arriva a profanare la tomba del suo precedente possessore, Smithy Jeben M. Jensen; dopo aver sconfitto lo scheletrico Smithy e il suo esercito, ottiene il copricapo, ma questo ha perso valore dopo la scoperta di molti altri esemplari ora gettati in un cassonetto. Il cappello più ricercato è adesso un altro cappello che batte le mani (acquistato sempre da SpongeBob). A Krab non rimane che piangere per la perdita dell'affare.

## Visto in TV
Mister Krab sta portando fuori il proprio animale domestico, sollecitandolo ad affrettare il passo, poiché si girerà il primo spot pubblicitario del Krusty Krab. SpongeBob quella sera guarda la pubblicità e, non appena vede che anche lui è nello spot, crede di essere una celebrità e si monta la testa facendo infuriare i clienti perché la spugna intanto non serve i Krabby Patty come da mestiere. Alla fine però SpongeBob serve i clienti, capendo che era ciò che aspettavano fin dal principio e che il successo arriva agendo in modo concreto.

## La moneta della discordia
Al Krusty Krab, scoppia una brusca lite fra Squiddi e Mr. Krab: il granchio accusa infatti l'imbronciato polpo di aver rubato la sua prima monetina (una grossa moneta di pietra) poiché lui è il cassiere. Dunque Squiddi si dimette, malgrado SpongeBob cerchi di dissuaderlo. Squiddi pensa di essere libero e di poter essere ciò che vuole, ma, essendo al verde, si ritrova a vivere in uno scatolone. SpongeBob, mosso a pietà, si offre di ospitare il burbero polpo in casa sua e cercare di spingerlo a trovarsi un nuovo lavoro, ma Squiddi diventa sempre più arrogante ed esigente e non vuole neanche sentir la parola "lavoro". Stufo marcio della situazione, SpongeBob cerca di convincere Krab a riassumere Squiddi, ma il granchio rifiuta. SpongeBob tuttavia scopre che la moneta era nei pantaloni di Krab. Squiddi può quindi tornare a lavorare al Krusty Krab, solo che lui e Mr. Krab cominciano di nuovo a litigare sul perché gli sia finita la moneta nei pantaloni.

## Vietato l'ingresso alle lagne
SpongeBob è in spiaggia con Sandy, quando i due si imbattono nel "Salty Spitoon", un locale per veri duri. Mentre Sandy riesce a entrare nel saloon, SpongeBob non ci riesce perché considerato una "lagna". Alla "Capanna delle lagne", SpongeBob pensa a un piano per dimostrare di essere un osso duro, e quando il gestore del locale nota che SpongeBob è riuscito a sconfiggere Patrick senza neppure toccarlo, gli permette di entrare, ma la spugna scivola su un cubetto di ghiaccio e viene ricoverato nell'Ospedale delle lagne.

## Il ritorno di Squilliam
All'uscita dal Krusty Krab, Squiddi incontra Squilliam, suo vecchio compagno di liceo, che come al solito lo canzona spavaldo. Per fare colpo sul rivale, Squiddi gli dice di possedere un ristorante a 5 stelle. Squilliam, sicuro di sé, gli dice che sarà ben felice di venire a cena nel "suo" ristorante quella sera stessa. Squiddi capisce di essere fregato e cerca di trasformare il Krusty Krab in un locale di lusso, con scarsi risultati. Alla fine però SpongeBob riesce a fare tutto da solo e Squiddi sembra vincere sul rivale, ma quando Squilliam chiede a SpongeBob come si chiama, la spugna va nel panico e semina il caos, e la serata va in fumo. Squiddi confessa al rivale Squilliam che era soltanto una farsa e che è un semplice cassiere, e quest'ultimo prima sembra essere sulla stessa barca con lui, ma poi se ne va con i suoi adulatori per il suo casinò. Squiddi resta lì mentre Mister Krab suona il suo violino microscopico.

## Paura dei robot
Una sera SpongeBob guarda un film dove i robot hanno conquistato il pianeta. Ne risulta così suggestionato da pensare di essere perseguitato dai robot. Quando Mr. Krab comincia a comportarsi in modo strano, accusando tutti i sintomi di chi è stato sostituito da un impostore robotizzato, SpongeBob e Squiddi cominciano a pensare che il loro capo sia stato sostituito da un robot impostore. I due torchiano il "robot" chiedendo dove sia Mr. Krab, nonostante il granchio ripeta più volte di essere quello vero. I due iniziano a distruggergli vari oggetti costosi, facendo piangere il granchio che sfata quindi ogni dubbio: il vero Mr. Krab è proprio lui. SpongeBob rivela che nel finale del film si scopriva che era tutto un sogno del protagonista e lascia il locale, mentre Mr. Krab si mette a gridare infuriato il nome di Squiddi.

## Genitori per caso
SpongeBob e Patrick sentono uno strano rumore, che scoprono venire da una piccola capasanta. Decidono di prendersene cura come due genitori, ma mentre la madre (SpongeBob) continua a occuparsi della casa e del cucciolo, il padre (Patrick) non si dimostra per nulla responsabile. Tra i due scoppia una lite, ma poi vedono che la capasanta sta per gettarsi da un oblò. Il cucciolo spicca il volo, e SpongeBob la considera tutto sommato una bella esperienza.

## La vernice indelebile
Mister Krab incarica SpongeBob e Patrick di ridipingere l'interno di casa sua con una vernice indelebile, avvertendoli che se anche soltanto una goccia dovesse essere fuori dal muro, appenderà il loro sedere in una cornice sul camino. I due, tesi come molle, si mettono all'opera, ma presto una macchia finisce proprio sul primo dollaro del vecchio granchio. Il duo capisce di essere nei guai, e in quel momento Mister Krab ritorna e scopre la cosa. SpongeBob e Patrick sono basiti a vedere che sarebbe bastata della saliva per lavare via la vernice, rivelando che non era così indelebile dopo tutto. Krab scoppia in una fragorosa risata e SpongeBob e Patrick se ne vanno indignati sentendosi presi in giro, però sputando ovunque fa sciogliere la vernice, e la casa ritorna quella di prima.

## Lezioni di cucina
L'episodio consiste in un filmato promozionale del Krusty Krab. SpongeBob nel filmato interagisce direttamente col narratore seguendo alla lettera ciò che dice e scoprendo il significato dell'acronimo P.O.O.P. (People Order Our Patties, "la gente ordina i nostri Patty"). Alla fine il narratore rivela a SpongeBob la formula segreta del Krabby Patty, ma l'episodio si interrompe e perciò allo spettatore non sarà dato di conoscerla.

## La festa
Mentre Patchy il pirata dà una festa in casa sua, ricorda la volta in cui anche SpongeBob ne organizzò una, e l'episodio ha inizio.
SpongeBob, in un negozio, compra un kit per organizzare feste e, una volta tornato a casa, stila una scaletta per organizzare cronologicamente le attività da farsi. È tutto pronto e gli invitati arrivano. SpongeBob si rivela fin troppo rigido e puntiglioso sull'ordine di svolgimento delle attività, a un certo punto rimane chiuso fuori di casa e, dopo diversi tentativi di rientrare, tenta di sfondare la porta. In quel momento arrivano due poliziotti, che sulle prime credono che la spugna stia tentando di "rapinarsi", ma capiscono in seguito che è il proprietario. Però poi lo arrestano soltanto per non aver invitato anche loro alla festa. Rilasciato l'indomani, SpongeBob nota che tutto l'interno di casa sua è in disordine e si convince che questa festa si sia rivelata uno sfacelo, ma Patrick lo rassicura dicendogli che tutti si sono divertiti e chiamandolo il "miglior organizzatore di feste della storia". A questo punto SpongeBob si rallegra e dà la buonanotte a Gary.

## I venditori di cioccolato
Ispirati da una rivista di come vivono i ricchi (nello sfarzo e nella bambagia), SpongeBob e Patrick decidono di vendere barrette al cioccolato porta a porta. Vedendo un manifesto per la vendita di patatine, decidono di inventare degli slogan per convincere la gente a comprare il loro cioccolato. In men che non si dica i due fanno grossi affari, e alla fine della puntata i due si ritrovano a cena con due signore anziane incontrate poco prima.

## La spalla
Stufo di sentirsi trattare come un bambino da Waterman, Supervista decide di diventare un supercattivo e di fondare la E.V.I.L. con alcuni superdelinquenti. L'anziano eroe raduna quindi SpongeBob e tutti gli altri per affiancarlo nel combattimento contro la banda di gaglioffi, ma tutti quanti vengono messi fuorigioco. Quando sembra ormai la fine, Supervista decide infine di ritornare buono e fa pace con Waterman, che cercherà di non farlo più sentire un bambino. Tutto ritorna alla normalità, ma Supervista è costretto ad ammettere che non riesce a mangiare un normale Krabby Patty perché è troppo grande per lui, come temeva Waterman.

## Il nuovo compagno di classe
SpongeBob si sta preparando per andare alla scuola di guida, e incontra Patrick che si rattrista all'idea di dover aspettare per vedere il suo amico. SpongeBob decide quindi di farlo aggregare. All'inizio delle lezioni, Patrick fa una gaffe, suscitando l'ilarità di tutti gli allievi. Nel corso della lezione, Patrick continua a fare cose imbarazzanti o spiacevoli e la colpa di tutto ricade su SpongeBob, che perde persino una "stella da bravo studente". L'insegnante, dopo averli visti litigare, li punisce obbligandoli a rimanere a scuola anche dopo le lezioni. I due, nell'aula del castigo cui sono stati relegati, salvano la vita a Roger, un pulcino dentro un uovo che non sopravvivrebbe senza luce. La signora Puff, vedendo la scena, promuove entrambi congratulandosi con loro. A fine puntata, il pulcino Roger emerge dall'uovo chiedendo se si è perso qualcosa.

## Il milionesimo dollaro
Mister Krab guadagna il suo "milionesimo dollaro", e come ricompensa porta i suoi impiegati a pesca di molluschi. Là il suo 1 000 000º dollaro viene divorato da un mollusco, e da quel momento il granchio comincia a perdere la testa per ritrovarlo acciuffando il mollusco incriminato. SpongeBob e Squiddi, non potendone più, fanno per lasciare il barcone, ma Krab li riacciuffa e minaccia di darli in pasto al mollusco per attirarlo. Il granchio combatte l'animale e si riprende il dollaro, rimanendo senza corpo e con solo la testa.

## SpongeBob preistorico
Nella preistoria, Patchy il pirata vestito da uomo delle caverne discute con il suo pappagallo Potty, vestito da robot, riguardo al fatto se sia meglio il passato o il futuro. Mentre i due litigano, ha inizio l'episodio.
Gli antenati di SpongeBob, Patrick e Squiddi (rispettivamente SpongeGar, Patar e Squog) scoprono il fuoco e lo usano per cuocere cibi, per poi mangiarli. Dopo un lauto pasto, i tre iniziano a litigare per il possesso del fuoco, finché una pioggia non lo estingue. SpongeGar e Patar iniziano a piangere disperati per via del fuoco spento e, stanco delle loro lagne, Squog decide di minacciarli con la sua clava, ma viene colpito da un fulmine. SpongeGar e Patar allora usano il calore proveniente da Squog carbonizzato per arrostire i marshmallow.
Intanto Potty mostra a Patchy When Worlds Collide, una canzone interpretata da un uomo preistorico e un robot; ciò fa pensare al pirata che il futuro sia bello. Poco dopo il pappagallo regala al suo padrone un T-Rex, che si mette a inseguire Patchy.

## Gara di lumache
Squiddi compra Snellie, un'affascinante lumaca da corsa, per iscriverla ad una corsa per lumache. Quando il polpo deride Gary, la lumaca di SpongeBob, lui iscriverà la lumaca alla gara e la allenerà fino allo sfinimento. Gary arriva alla corsa sfinito e va a sbattere contro il guard rail della pista. SpongeBob è dispiaciuto per cos'è successo a Gary, e intanto la chiocciola di Squiddi è in testa, ma a un certo punto ritorna indietro per confortare Gary. Il vincitore della gara è quindi Rocky, la "chiocciola" di roccia di Patrick. SpongeBob e Patrick ritirano il premio, ma per errore lo dedicano a Squiddi "Tortellini". L'episodio termina con Spongebob che viene calciato da Sandy.

## Una serata folle
Mister Krab ha paura di stare invecchiando, così decide di unirsi a SpongeBob e Patrick nella loro nottata di "folle trasgressione", nella speranza di sentirsi giovane come un tempo. Niente di ciò funziona e il granchio, deluso, se ne va definendo i due amici "babbei". SpongeBob e Patrick però lo attirano con la trovata del "ruba-mutande" (irrompere nei guardaroba femminili e rubare loro le mutande). Sfortunatamente, rubano le mutande della madre di Krab, che punisce il figlio per la sua marachella, anche se quest'ultimo ammette a SpongeBob di sentirsi più giovane, prima di andare a dormire.
- Nota: l'episodio è stato bandito per la fine in cui Mr. Krab, SpongeBob e Patrick rubano le mutande.[11]

## La rinascita
Dopo aver mangiato un Krabby Patty scaduto, Mr. Krab viene ricoverato in ospedale, dove si scopre che è in punto di morte. In quel momento giunge l'Olandese Volante, che arrabbiato punisce il granchio per il fatto che con la sua avarizia lo ha ingannato, obbligandolo a rimanere in eterno in un armadio contenente i calzini di Davy Jones. Alla fine però, stufo dei suoi lamenti, gli dà un'altra possibilità: tornerà in vita, ma dovrà comportarsi in modo educato e generoso. Così il granchio ritorna al Krusty Krab da SpongeBob e Squiddi e inizia la sua nuova vita di generosità verso i clienti del fast food. Sfortunatamente scopre in seguito che il suo comportamento lo ha indotto a spendere 10 000 dollari per vari servizi. A questo punto Krab, rimasto al verde, ritorna avaro e l'Olandese, sapendo che lo ha disubbidito, viene a prenderlo, ma SpongeBob difende il proprio capo. Il pirata-fantasma decide di scommettere su cosa sia più importante tra SpongeBob e 62 centesimi; Mr. Krab sceglie il denaro e SpongeBob viene così portato via. Poco dopo Mr. Krab capisce il suo errore tramite i rimproveri di Squiddi e inizia a piangere per riavere indietro il suo cuoco, supplicando l'Olandese mentre getta anche a terra le monete. Proprio in quel momento, lo spettrale bucaniere riporta da Mr. Krab SpongeBob, dal momento che era stufo delle sue chiacchierate educative.

## L'incidente
Dopo essersi rotto il sedere durante uno sport estremo, il sandboarding, SpongeBob decide, per evitare che la cosa si verifichi nuovamente, di non uscire più di casa. Sandy e Patrick le provano tutte per smuoverlo, ma ogni sforzo si rivela vano. A un certo punto Patrick si traveste da gorilla dietro idea di Sandy, finché un altro "Patrick" arriva, rivelando di essere un gorilla in carne ed ossa. L'animale attacca i due, ma SpongeBob si fa coraggio e lo affronta per salvare i suoi due amici, venendo però letteralmente spezzato in due dal gorilla. Quando le due metà di SpongeBob chiedono cosa ci faccia un gorilla sott'acqua, l'animale, rivelandosi essere un gorilla parlante, scappa verso il tramonto cavalcando un cavallo, anch'esso un animale parlante, di nome George. L'episodio si conclude da una famiglia Live-Action, che fa finire l'episodio mandando tutto a schermo nero con il telecomando della televisione.

## È arrivata l'estate
Arriva l'estate, e SpongeBob ne è entusiasta. Anche Mr. Krab lo è, convinto di poter spillare i soldi ai bambini che non vanno a scuola. Allestisce "Krabby-landia", un parco giochi sgangherato, promettendo ai ragazzini l'arrivo di Krabby il Clown (un'evidente parodia del personaggio Krusty il Clown de I Simpson), ma esso non arriva. SpongeBob è quindi costretto a intrattenere i bambini nell'attesa facendosi del male in vari modi, tra cui mangiando una lattina di fagioli di Lima, ma alla fine Krabby il Clown si rivela essere lo stesso Krab, non volendo spendere soldi per ingaggiare un vero pagliaccio. Scoperto l'inganno, i ragazzini assalgono Krab e lo obbligano a mangiare un camion pieno di fagioli di Lima.

## Il campeggio
Squiddi è entusiasta perché SpongeBob e Patrick sono andati a far campeggio per due giorni. Credeva di essere lontano da loro, ma non immaginava che i due facessero campeggio proprio davanti a casa sua. Dopo varie insistenze, Squiddi fa campeggio anche lui. Avrà un'esperienza terribile, poiché ad esempio Patrick continua a lanciargli in faccia marshmallow arrostiti; Squiddi, inoltre, non crede all'esistenza dell'orso di mare, e finisce per attirarne uno con tutti i tipi di gesto. SpongeBob e Patrick non vengono attaccati perché dentro un cerchio di protezione, dentro cui entra anche uno Squiddi impallinato. I tre amici non sono ancora fuori pericolo: in agguato c'è anche un rinoceronte di mare.

## Identità perduta
SpongeBob si ritrova in un bar, durante una grigia e piovosa giornata, a raccontare di quando ha smarrito la targhetta con la sua identità proprio poco prima dell'ispezione indetta da Mr. Krab per i dipendenti del Krusty Krab. Chiede a Patrick di aiutarlo nella ricerca, ma l'ottusa stella ingarbuglia ancor più le cose, e tutti i tentativi di SpongeBob di ricostruire la scena si rivelano vani. I due cercano infine la targhetta in un cassonetto dell'immondizia, e lì riescono a trovarla (SpongeBob aveva la camicia al contrario). Durante l'ispezione, tuttavia, SpongeBob viene allontanato per via del fetore che emana, essendo stato tra i rifiuti, e portato al bar, dove pagherà anche le tasse.

## La formula segreta
Plankton tenta nuovamente di rubare la ricetta del Krabby Patty, e anche stavolta Mr. Krab lo sconfigge. Il batterio, su suggerimento della moglie computerizzata Karen, riunisce i suoi parenti più stretti e si allea con loro per mettere Krab fuorigioco e prendere la formula. Tuttavia Plankton prende la formula sbagliata, e quando in fondo alla lista degli ingredienti trova il plancton, lui e i suoi parenti scappano via dal locale urlando all'impazzata dal terrore. A fine episodio Squiddi rivela che Krab tiene la formula nascosta sotto il suo materasso.

## La spugna che sapeva volare
Patchy il pirata affronta insidie di diverso tipo per trovare una videocassetta contenente un fantomatico episodio perduto del cartone. E nel momento in cui il buffo bucaniere la manda in play, ha inizio la puntata vera e propria.
SpongeBob è a caccia di meduse, e le guarda ammirato poiché vorrebbe volare anche lui. Chiede aiuto a Patrick e i due provano vari metodi per volare, purtroppo tutti quanti fallaci (anche a volte perché ostacolati dal vecchio Jenkins). Quando, asciugandosi i capelli, si mette il phon nei pantaloni, SpongeBob prende il volo e sta finalmente per realizzare il suo sogno, quando tutti in città, stupiti, iniziano ad approfittarne e a chiedergli favori dopo favori. SpongeBob affonda, colpito dal vecchio Jenkins, sgonfiando i pantaloni magici. Quando SpongeBob sta per accantonare definitivamente l'idea, alcune meduse lo sollevano in volo fino a casa sua, mentre osserva tutti gli altri piangere la scomparsa dei "pantaloni magici" di SpongeBob, anche come karma per la loro meschinità e il loro egoismo. SpongeBob tuttavia ha accantonato l'idea di volare, quando vede Patrick spiccare il volo all'improvviso, rimanendone basito. 
Intanto Patchy ha finito di guardare l'episodio e vorrebbe rivederlo; tenta quindi di mandare indietro il nastro, ma sbagliando tasti finisce per chiamare una banda di mariachi e per far inceppare e fuoriuscire il nastro, distruggendo il VHS con l'episodio perduto che "ora è perduto per sempre". Il narratore congeda perciò lo spettatore dicendogli letteralmente di andare via.

## La guardia del corpo
SpongeBob deve raccogliere le cartacce dal vialetto del Krusty Krab, ma appena ne raccoglie una, ne cade un'altra; il colpevole è un automobilista girato di spalle. SpongeBob vorrebbe sgridarlo, ma scopre che quel tipo è il famigerato "Strangolatore degli spioni", ovvero un tizio che uccide tutti coloro che fanno la spia su di lui. Minacciato da lui, SpongeBob cerca una guardia del corpo. Ne trova una, non sapendo che in realtà il suo bodyguard altri non è che lo Strangolatore in incognito. Egli vorrebbe strangolare SpongeBob, ma non ci riesce per via di tutte le feste con gli amici. Lo Strangolatore non ce la fa più e scappa da SpongeBob, che lo insegue in cerca di protezione. Poco dopo, lo Strangolatore finisce dietro alle sbarre, dove scopre suo malgrado di essere in cella con Patrick.

## I due burloni
In un negozio di articoli per scherzi, SpongeBob e Patrick comprano uno spray che li rende invisibili. Decidono di far credere a tutta la città di essere due fantasmi; quando fanno lo scherzo a Mr. Krab, egli getta loro l'acqua addosso rivelando la loro nudità a tutta la città.